# Metaparoncholaimus macrouraios
Metaparoncholaimus macrouraios is een rondwormensoort uit de familie van de Oncholaimidae. De wetenschappelijke naam van de soort is voor het eerst geldig gepubliceerd in 1958 door Mawson.